# Alwin Aschenborn
Heinrich Alwin Aschenborn (* 18. April 1816 in Zielenzig; † 9. Mai 1865 in Daun, Eifel) war ein preußischer Jurist und Landrat, sowie Forschungsreisender und Pflanzensammler in Mexiko.

## Leben und Wirken
Heinrich Alwin Aschenborn wurde als Sohn des Justizrats Heinrich Aschenborn und dessen Ehefrau Wilhelma Kasser in Zielenzig in der Neumark geboren. Er besuchte ab 1826 das Gymnasium in Frankfurt/O. und war von 1828 bis 1836 Schüler des Königlichen Gymnasiums in Schweidnitz. Ab 1836 studierte er Theologie und später Kameralwissenschaften an der Universität Greifswald sowie auch Naturwissenschaften an der 1835 gegründeten landwirtschaftlichen Akademie in Eldena. Das Manuskript einer Botanik-Vorlesung von C. E. Langethal befindet sich im Botanischen Museum Berlin-Dahlem. Zum Wintersemester 1838/39 immatrikulierte er sich an der juristischen Fakultät der Universität Breslau. Hier trat er 1838 der Breslauer Burschenschaft Raczeks bei, (Biername „Creole“).
Von 1839 bis 1841 reiste Aschenborn nach Mexiko. Er verbrachte ein Jahr auf Reisen und arbeitete ein Jahr in der preußischen Gesandtschaft in Mexiko-Stadt. Von dort schickte er getrocknete Pflanzen nach Europa und gehört damit zu den frühen dortigen Sammlern. Das Berliner Königlich Botanische Museum in Schöneberg erhielt 1843 insgesamt 726 Pflanzen, von denen aber nur wenige den Zerstörungen im Zweiten Weltkrieg entgingen. Weitere Belege befinden sich in den Herbarien in Brüssel, Edinburgh, Frankfurt/M., Jena, Kiel und Wien.
Diese Sammlungen sind von C. G. D. Nees von Esenbeck und Sebastian Schauer wissenschaftlich bearbeitet worden und von 1847 bis 1848 wurde eine Reihe neuer Arten publiziert. Darunter ist auch eine neue Gattung der Korbblütler (Asteraceae), die dem Sammler zu Ehren Aschenbornia S. Schauer benannt wurde.
Im Oktober 1841 schrieb er sich abermals an der juristischen Fakultät der Universität Breslau ein und promovierte dort im Juni 1843 zum Dr. jur. Er trat dann in den preußischen Staatsdienst ein. Zunächst war er Referendar bei der Regierung in Breslau. 1848 wurde er in das Landratsamt Pleß versetzt, ab September 1848 arbeitete er als Landrat in Neumarkt in Schlesien. Im Juni 1851 erfolgte die Versetzung als Landrat nach Daun in der Eifel (Rheinprovinz).
1853 heiratete er Anna Louise Ottilie Rau. Von 1853 bis 1855 gehörte er dem preußischen Landtag als Abgeordneter an. 1855 begründete Aschenborn die Dauner Kreissparkasse.
Aschenborn starb am 9. Mai 1865 in Daun in Ausübung seiner Amtsgeschäfte und wurde am 12. Mai auf dem dortigen evangelischen Friedhof beigesetzt, wo sich das Grab noch befinden soll (Thomann 2010).

## Werke
- Alwin Aschenborn: De jure protimiseos et retractus secundum jus commune Borussicum. Breslau 1843. in den Digitalisierten Sammlungen der Staatsbibliothek Berlin

## Ehrungen
Nach Aschenborn benannte Pflanzentaxa:
- Aschenbornia S. Schauer (Asteraceae)
- Chondrosum aschenbornianum Nees (Poaceae)
- Cremanium aschenbornianum S. Schauer (Melastomataceae)

- Cyperus aschenbornianus Boeckeler (Cyperaceae)

- Eupatorium aschenbornianum S. Schauer (Asteraceae)

- Galium aschenbornii S. Schauer (Rubiaceae)
- Lupinus aschenbornii S. Schauer (Fabaceae)
- Montanoa aschenbornii Sch. Bip. ex K. Koch (Asteraceae)

- Notholaena aschenborniana Klotzsch (Adiantaceae)

- Otopappus aschenbornii Klatt (Asteraceae)
- Ranunculus aschenbornianus S. Schauer (Ranunculaceae)
- Selaginella aschenbornii Hieron. (Selaginellaceae)
- Senecio aschenbornianus S. Schauer (Asteraceae)
- Sericographis aschenborniana Nees (Acanthaceae)
- Stevia aschenborniana Sch. Bip. (Asteraceae)
- Vernonia aschenborniana S. Schauer (Asteraceae)